# Sudamericano de Rugby A 2000
El Sudamericano de Rugby A del 2000 se jugó en Montevideo, Uruguay y fue el primer año en que se creó el torneo de nivel "A" con derecho a disputarlo las mejores selecciones de la Confederación Sudamericana de Rugby. Argentina, Chile y Uruguay se hicieron presentes como lo venían haciendo en las últimas ediciones y originalmente para este año también jugaría el seleccionado paraguayo aunque a pocos días del comienzo desistió participar alegando que no tenían un equipo competitivo. La Unión Argentina presentó su tercer seleccionado para el torneo al que denominó Argentina Desarrollo
Al mismo tiempo se disputaba en Brasil el primer Sudamericano Mayor "B" con las selecciones más débiles.

## Equipos participantes
- Selección de rugby de Argentina (Argentina Desarrollo)
- Selección de rugby de Chile (Los Cóndores)
- Selección de rugby de Uruguay (Los Teros)

Declinó participar:
- Selección de rugby de Paraguay (Los Yacarés)

## Posiciones
| Pos. | Equipo    | Encuentros | Encuentros | Encuentros | Encuentros | Tantos  | Tantos    | Tantos     | Puntos |
| Pos. | Equipo    | jugados    | ganados    | empatados  | perdidos   | a favor | en contra | diferencia | Puntos |
| ---- | --------- | ---------- | ---------- | ---------- | ---------- | ------- | --------- | ---------- | ------ |
| 1    | Argentina | 2          | 2          | 0          | 0          | 47      | 35        | + 12       | 6      |
| 2    | Uruguay   | 2          | 1          | 0          | 1          | 30      | 38        | - 8        | 4      |
| 3    | Chile     | 2          | 0          | 0          | 2          | 25      | 29        | - 4        | 2      |
| 4    | Paraguay  | 0          | 0          | 0          | 0          | 0       | 0         | 0          | 0      |

Nota: Se otorgan 3 puntos al equipo que gane un partido, 2 al que empate, 1 al que pierda y 0 por w/o

## Resultados[5]

### Primera Fecha
| 12 de noviembre | Uruguay | 11 - 9  | Chile | cancha del Carrasco Polo Club, Montevideo, Uruguay |                                             |
|                 |         | Reporte |       | Árbitro(s): Ricardo Ponce de León Argentina        | Árbitro(s): Ricardo Ponce de León Argentina |

| 14 de noviembre | Argentina Desarrollo | Suspendido | Paraguay | cancha del Carrasco Polo Club, Montevideo, Uruguay |  |

### Segunda Fecha
| 16 de noviembre | Uruguay | Suspendido | Paraguay | cancha del Carrasco Polo Club, Montevideo, Uruguay |  |

| 16 de noviembre | Argentina Desarrollo | 18 - 16 | Chile | cancha del Carrasco Polo Club, Montevideo, Uruguay |                                     |
|                 |                      | Reporte |       | Árbitro(s): Aram Chouldjian Uruguay                | Árbitro(s): Aram Chouldjian Uruguay |

### Tercera Fecha
| 18 de noviembre | Uruguay | 19 - 29 | Argentina Desarrollo | cancha del Carrasco Polo Club, Montevideo, Uruguay |                             |
|                 |         | Reporte |                      | Árbitro(s): Carlos Belmonte                        | Árbitro(s): Carlos Belmonte |

| 18 de noviembre | Chile | Suspendido | Paraguay | cancha del Carrasco Polo Club, Montevideo, Uruguay |  |

| Bandera de Argentina   |
| Campeón Argentina      |
| Vigésimo primer título |